# 尼克森衝擊

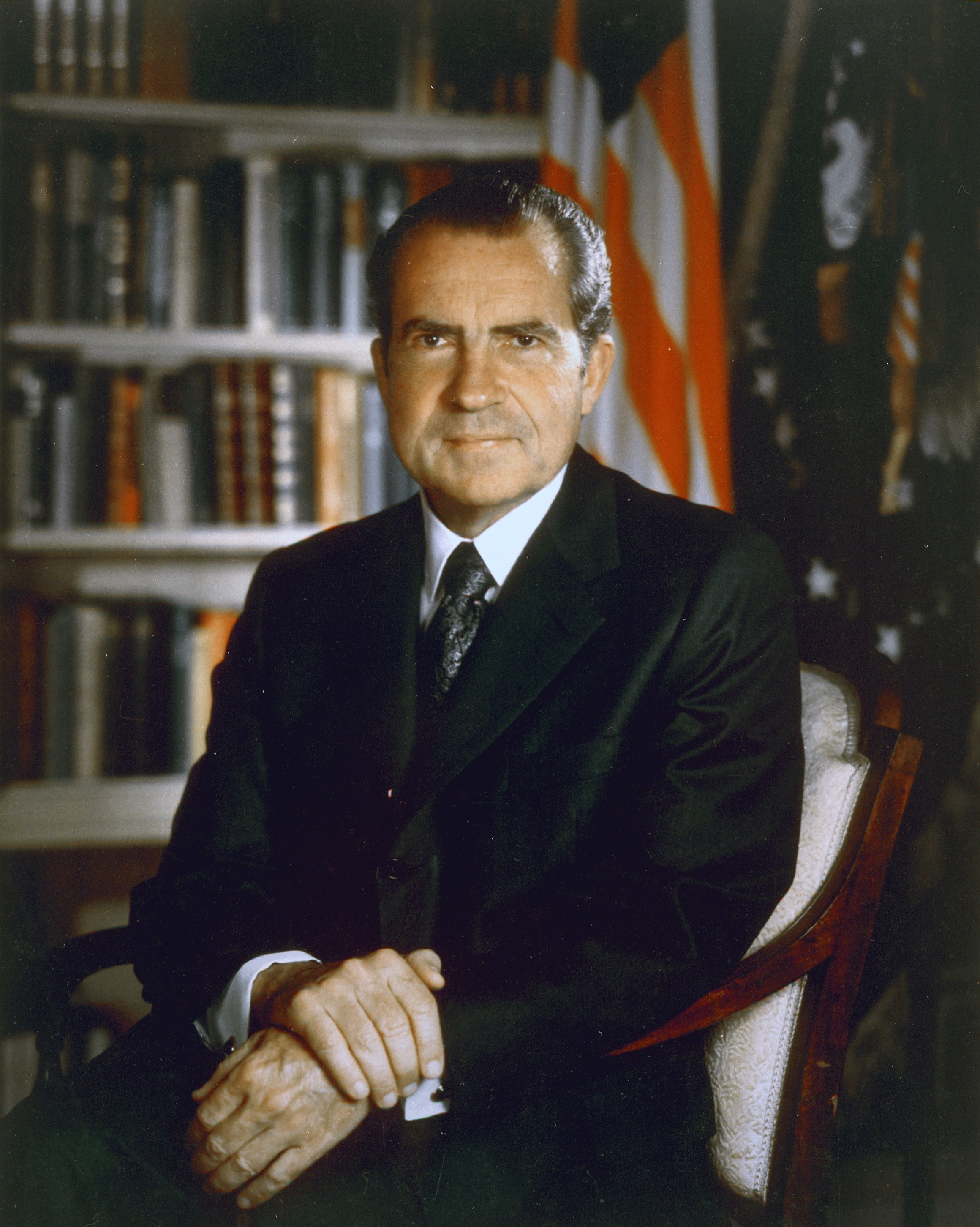
1971年的理查·尼克森

尼克森衝擊（英語：Nixon shock），或稱尼克森震撼，指美國前總統理查·尼克森於1971年採取的一系列經濟措施，當中影響最大的措施為宣布關閉「黃金窗口」（gold window），暫停美元與黃金間的兌換，形同終結「布列敦森林制度」（Bretton Woods system）。
尼克森的行動並未正式廢除布列敦森林制度，但他暫停了布列敦森林制度中的關鍵組成要素之一，使該制度在事實上失效。尼克森表示，一旦布列敦森林制度改革完成，他將重啟美元與黃金的兌換，但所有改革該制度的嘗試均未成功。1973年，布列敦森林制度被浮動匯率制所取代。

## 背景
1944年，來自44個國家的代表齊聚美國新罕布夏州布列敦森林，召開布列敦森林會議，討論建立二戰後新的貨幣秩序，布列敦森林制度自此誕生。與會代表希望布列敦森林制度能夠確保匯率穩定，防止競爭性貶值，刺激經濟復甦。1958年，布列敦森林制度全面運作，美元以每盎司35美元的固定匯率兌換成黃金，各國貨幣則與美元掛鉤。
二戰後最初的幾年，布列敦森林制度初步確立。在馬歇爾計劃的幫助下，日本及歐洲國家正從戰爭中重建。美國以外的國家都希望將美元花在美國產品上，因為美國擁有世界官方黃金儲備的一半以上，截至1947年，美國政府持有世界70%的黃金儲備，布列敦森林制度似乎十分穩健。然而，在1950年至1969年間，隨著日本及西德的發展，美國占世界經濟產出的比例自35%下降至27%。此外，由於國際收支赤字、越南戰爭導致的公債及美聯準的貨幣擴張，美元在1960年代開始嚴重貶值。
在法國，布列敦森林制度被描述為「美國的過度特權」，因為它導致了一個「不對稱的金融制度」，非美國公民認為「自己在支撐美國的生活水準並補貼美國的跨國公司」。正如美國經濟學家巴里·艾肯格林所言：「美國鑄幣廠僅需幾美分即可印製出1張100美元的鈔票，但其他國家必須出售價值100美元的商品才能獲得1張」。1965年2月，法國總統戴高樂宣布打算以官方匯率將其美元儲備換成黃金。1966年，美國以外各國的中央銀行擁有140億美元的黃金，而美國僅有132億美元。在這些儲備中，僅32億美元能夠覆蓋外國資產，其餘則用於覆蓋國內資產。
1971年，美元的貨幣供給量增加了10%。5月，西德退出布列敦森林制度，不願升值馬克，而美元兌馬克貶值7.5%。其他國家開始要求以美元兌換黃金，瑞士在7月兌換了高達5000萬美元，法國也將1.99億美元兌換成了黃金。8月5日，美國國會發表建議讓美元貶值以保護美元的報告。8月9日，隨著美元兌歐洲貨幣貶值，瑞士退出布列敦森林制度。加劇了美國離開布列敦森林制度的壓力。

## 尼克森衝擊
1971年，美國的通貨膨脹率為5.84%，截至8月的失業率為6.1%。為解決這些問題，尼克森諮詢了美聯準主席阿瑟·F·伯恩斯、準財政部長約翰·康納利以及負責國際貨幣事務的副部長保羅·沃克。8月13日下午，這些官員與其他12名白宮及財政部高級顧問在大衛營與尼克森秘密會面。對於該下何決定進行了激烈辯論，最終依從康納利的建議，決定放棄布列敦森林制度，尼克森於8月15日在電視上發表講話宣布以下行動：
1. 下令關閉黃金窗口，暫停美元與黃金間的兌換，使外國政府不得再以美元兌換黃金。
2. 頒布第11615號行政命令，凍結工資及物價90日以遏制通貨膨脹[9]。這是美國政府自二戰以來首次實施工資和物價管制。
3. 對進口商品徵收10%的進口附加費，以確保美國產品不會因為預期的匯率波動而處於不利地位。[10][11]

尼克森的行動產生了巨大的政治影響。週一，即講話結束後隔日，道瓊工業平均指數上漲了33點，創下單日最大漲幅，《紐約時報》便發表了一篇社論讚賞尼克森的大膽。1971年12月，根據史密松寧協定，十國集團（G10）的貨幣升值、美國取消進口附加費。1973年3月，固定匯率制轉變為浮動匯率制，匯率不再是政府執行貨幣政策的主要手段。

## 影響
1970年代，在尼克森衝擊的影響下，出現了停滯性通膨及不穩定的匯率制度。美元在1970年代貶值了約三分之一，而西德馬克自1971年5月改為浮動匯率制以來已大幅升值。此外，尼克森衝擊引發了對美元的巨大投機，迫使日本央行（日本銀行）大力干預外匯市場以避免日圓升值。在1971年8月16日至8月17日間，日本銀行不得不花費13億美元來維持日圓兌美元的匯率。然而，儘管日本銀行採取重大干預措施，美元兌日圓仍走弱。
關於尼克森衝擊的爭論一直持續至今，各派經濟學家及政治家都在試圖了解尼克森衝擊及其貨幣政策對2007年－2008年環球金融危機的影響。

## 腳註
1. ↑  . 中央銀行 貨幣金融知識專區.   [2024-12-28]. （原始内容存档于2025-01-23） （中文（臺灣））.
2. ↑  Sandra Kollen Ghizoni. . Federal Reserve History. 2013-11-22  [2017-08-18]. （原始内容存档于2020-11-09） （英语）.
3. ↑  .   [2022-03-24]. （原始内容存档于2022-04-20）.
4. 1 2 3  Roger Lowenstein. . Bloomberg Businessweek. 2011-08-05  [2017-08-18]. （原始内容存档于2022-05-15） （英语）.
5. ↑  .   [2022-03-24]. （原始内容存档于2015-03-17）.
6. ↑  .   [2022-03-24]. （原始内容存档于2022-06-21）.
7. ↑  David Frum (2000). How We Got Here: The '70s, Basic Books. pp. 295–298
8. ↑  Tim McMahon. . InflationData.com. 2017-08-11  [2017-08-18]. （原始内容存档于2021-07-11） （英语）.
9. ↑  Lewis E. Lehrman. . The Wall Street Journal. 2011-08-15  [2017-08-18]. （原始内容存档于2022-06-09） （英语）.
10. ↑  .   [2017-08-18]. （原始内容存档于2017-06-21）.
11. ↑  Sandra Kollen Ghizoni. . Federal Reserve History. 2013-11-22  [2017-08-18]. （原始内容存档于2020-11-20） （英语）.
12. ↑   (PDF).   [2022-03-24]. （原始内容 (PDF)存档于2020-08-04）.

## 外部連結
- Stemming Inflation: the Office of Emergency Preparedness and the 90-day freeze （页面存档备份，存于）：90日薪資與物價凍結政策的管理歷史詳述，由緊急準備辦公室（Office of Emergency Preparedness）與新成立的生活成本委員會（Cost of Living Council）共同執行。
- The Economy at Mid-1972 （页面存档备份，存于）：經濟顧問委員會（Council of Economic Advisers）在聯合經濟委員會（Joint Economic Committee）前的證詞，內容關於自1971年8月15日尼克森總統採取新經濟政策以來的經濟發展情況。